# Lei do Curta
Lei do Curta é um dispositivo legal que regula a exibição de filmes brasileiros de curta-metragem nas salas de cinema do país.
A base da "Lei do Curta" é o artigo 13 da Lei Federal 6.281, de 9 de Dezembro de 1975, mais as suas sucessivas regulamentações pelo Concine. O texto da Lei diz simplesmente o seguinte:
Art. 13. Nos programas de que constar filme estrangeiro de longa-metragem, será estabelecida a inclusão de filme nacional de curta-metragem, de natureza cultural, técnica, científica ou informativa, além de exibição de jornal cinematográfico, segundo normas a serem expedidas pelo órgão a ser criado na forma do artigo 2º.
Parágrafo único. Para os efeitos deste artigo, o órgão a ser criado na forma do artigo 2º estabelecerá a definição do filme nacional de curta-metragem.
O órgão referido no parágrafo único veio a ser o Concine, criado alguns meses depois, em março de 1976.

## Resolução 18 do Concine
A Resolução 18 do Concine, de 24 de agosto de 1977, foi a primeira tentativa de regulamentação da Lei do Curta. Obrigava a exibição dos curtas apenas nos estados de Rio de Janeiro, São Paulo e no Distrito Federal; exigia que os curtas a serem exibidos fossem em 35 mm, tivessem de 5 a 30 minutos de duração e recebessem Certificado de Produto Brasileiro (CPB); limitava cada produtor a receber cinco CPBs por ano, reservava 5% da renda bruta da bilheteria para os curtas e estabelecia um teto de arrecadação para cada curta.
Esta Resolução deveria ter entrado em vigor em 1º de janeiro de 1978, mas os exibidores conseguiram uma liminar, com prazo de 90 dias. Entre 1º e 15 de março o Concine autuou 60 (dos 130) cinemas de São Paulo e 52 (dos 110) do Rio pelo não cumprimento da Lei. Mas o boicote e a "guerra de liminares" continuou, com apenas uns poucos cinemas pequenos exibindo curtas no período.
No início de 1979, uma assembleia no Teatro Dulcina, no Rio de Janeiro, selou um acordo entre realizadores de curtas (Associação Brasileira de Documentaristas) e exibidores, permitindo o cumprimento da Lei do Curta, em novas bases a serem discutidas.

## Resolução 37 do Concine
A Resolução 37, de 14 de Fevereiro de 1979, foi o resultado do acordo ABD/exibidores, tendo estabelecido que os 5% do curta seriam divididos entre produtor, distribuidor e exibidor; incluiu os filmes finalizados em 16 mm; estendeu a obrigatoriedade a todo o país, mas apenas nas cidades com mais de 100 mil habitantes; aumentou o teto de arrecadação mas limitou em 15 o número de cópias em circulação por curta.
A partir daí, a Lei passou a ser cumprida, mas com pelo menos duas distorções, frequentemente denunciadas pela ABD: os próprios exibidores passaram a produzir curtas de baixa qualidade; e instauraram a prática de comprar os direitos de exibição de outros curtas a preço fixo, convencendo seus realizadores de que esta era a única forma de os filmes serem exibidos.

## Resolução 52 do Concine
A Resolução 52, de 30 de maio de 1980, criou a exigência do "Certificado Especial" para que o curta pudesse ter direito à exibição; a Comissão encarregada pelo Concine de conceder tais Certificados não poderia emitir mais do que 21 por semestre. Isso em função do "volume indiscriminado de certificados fornecidos a filmes de qualidade dúbia". O número de cópias por curta foi reduzido para 10 e depois para 5 (Resolução 61).
No período entre 1977 e 1981, 954 curtas foram habilitados à exibição em cinemas, sendo mais de 500 deles distribuídos pela Embrafilme, que só conseguia programar em poucas salas.

## Resolução 103 do Concine
Uma nova Resolução do Concine, a de número 103, emitida em 6 de abril de 1984, instituiu o sistema de júris, trimestrais, para a seleção dos curtas que receberiam o Certificado Especial. Mudou também o sistema de remuneração dos filmes: o percentual referente ao curta em cada sessão não seria mais pago ao filme, mas depositado em um Fundo de natureza contábil gerido pelo Concine; os curtas selecionados pelo júri receberiam um prêmio, pago pelo Fundo, como adiantamento pelos direitos de exibição.
Cada júri era composto por 13 pessoas, de "reconhecida capacidade na área cinematográfica", selecionadas e convocadas a cada trimestre pelo Concine a partir de indicações da Embrafilme, dos sindicatos dos Produtores e dos Exibidores, do Centro de Pesquisadores de Cinema e da Associação Brasileira de Documentaristas. O júri se reunia no Rio de Janeiro durante dois ou três dias, assistia conjuntamente a todos os curtas inscritos no último trimestre e selecionava até 21 filmes para receberem o Certificado Especial.
Porém, para haver a transição entre um sistema de remuneração e outro, era necessário que o Fundo recém criado se capitalizasse. Embora não haja documentação a respeito, dirigentes da ABD à época afirmam que um acordo tácito entre o então presidente do Concine (Sérgio Oliveira) e os exibidores permitiu que os cinemas deixassem de exibir os curtas durante um certo período, desde que recolhessem ao Fundo do Curta o percentual estabelecido.
O fato é que, entre 1984 e 1986, o Fundo do Curta se capitalizou, os júris foram realizados com uma certa regularidade, mais de 150 curtas receberam o Certificado Especial e a premiação correspondente aos direitos de exibição, mas muito poucos desses filmes foram realmente exibidos nos cinemas.
Em 1987, durante o Festival de Brasília, a ABD reuniu alguns curtas recentemente premiados nas principais mostras do país e promoveu uma sessão especial para o Ministro da Cultura Celso Furtado, que se convenceu da qualidade do curta brasileiro, e autorizou o presidente do Concine Gustavo Dahl a publicar uma nova Resolução.

## Resolução 137 do Concine
A Resolução 137, de 24 de Abril de 1987, estabeleceu a volta do curta às telas, centralizando a cobrança e a realização dos júris no Concine. Marcou o início do período de melhor funcionamento da Lei do Curta, e também a chamada "Primavera do Curta", com vários filmes brasileiros recebendo prêmios em festivais internacionais.
Porém, alguns meses depois, com a saída de Gustavo Dahl da presidência do Concine (em função de um desentendimento com o Ministro), o sistema passou por um breve período de instabilidade, que teve que ser resolvido por uma nova Resolução.

## Resolução 173 do Concine
A Resolução 173, de 9 de Dezembro de 1988 (por coincidência, publicada exatamente 13 anos após a Lei 6.281), foi a última Resolução do Concine a tratar da Lei do Curta. Criou o conceito de "Sistema do Curta", gerido pela FCB (Fundação do Cinema Brasileiro, então presidida pelo cineasta Ruy Solberg) e por uma Comissão de Acompanhamento formada por representantes de 3 ABDs (São Paulo, Rio de Janeiro e Rio Grande do Sul).
Durante todo o ano de 1989, a grande maioria das sessões de cinema no país do país exibiram, antes do longa estrangeiro, um curta brasileiro de qualidade, selecionado pelos júris trimestrais organizados pela FCB; o percentual devido ao curta foi recolhido ao Fundo e os prêmios pagos aos realizadores facilitavam a realização de novos filmes, gerando o círculo virtuoso que vários críticos identificaram como a matriz geradora da "Primavera do Curta".
No entanto, ao mesmo tempo, a crise na economia do país diminuía a frequência de espectadores nos cinemas, fechava as salas de bairros e das periferias das grandes cidades e gerava o clima de insatisfação que redundou na eleição de Fernando Collor à Presidência da República.

## Plano Collor
Em 15 de março de 1990, com o Plano Collor, foram extintos o Concine (que fiscalizava o cumprimento das leis relativas ao cinema brasileiro) e a FCB, Fundação do Cinema Brasileiro (que operava o sistema do curta-metragem). Portanto, na prática, a Lei do Curta foi inviabilizada. Os curtas pararam de ser exibidos, os júris não foram mais convocados, o percentual do curta deixou de ser recolhido ao Fundo.
Só em 8 de março de 1991, com o "Pacote Audiovisual" assinado pelo secretário Ipojuca Pontes, imediatamente antes de ser exonerado do cargo, é que a Portaria Nº 5 da SC/PR (Secretaria da Cultura da Presidência da República) revogou a Resolução 173 do Concine. Isso significa que, no primeiro ano do Governo Collor, não só o artigo 13 da Lei 6.281 mas todo o sistema legal do curta-metragem continuava em vigor.
Em função disso, a APTC/RS, seção gaúcha da ABD, entrou na Justiça e conseguiu bloquear a conta bancária da FCB, que estava em liquidação, e exigir a realização de um último júri de curtas, o 17º, com os prêmios aos curtas sendo pagos pelo saldo em caixa (algo em torno de Cr$ 300 milhões). Por decisão judicial, o 17º júri terminou sendo realizado em 23 de Julho de 1992. Os curtas selecionados por aquele júri receberam seus prêmios mas nunca foram exibidos.

## Retomada
Mesmo após a chamada Retomada do Cinema Brasileiro a partir do governo Itamar Franco, o "Sistema do Curta-metragem" não voltou a funcionar como no período 1987-89. Vários pareceres jurídicos indicam que o dispositivo previsto no Artigo 13 da Lei 6.281 permanece em vigor, mas carece de regulamentação. Tentativas de regulamentar a "Lei do Curta" através de novos projetos de Lei da Câmara e do Senado esbarraram nas Comissões Temáticas e não foram a plenário.
Em 2006, o Ministério Público determinou que a Ancine regulamentasse a "Lei do Curta" num prazo de 90 dias, mas a diretoria da Ancine respondeu que a exibição de curtas não seria de sua responsabilidade, e sim da SAV (Secretaria do Audiovisual).